# Persone di nome John/Cantanti
| Questa pagina contiene informazioni ricavate automaticamente dalle voci biografiche con l'ausilio del template Bio e di un bot. L'aggiornamento è periodico e automatico e ricostruisce completamente la pagina. Se manca una persona in questa lista, sei pregato di non aggiungerla, ma accertati piuttosto che la sua voce biografica contenga il template Bio e che i dati anagrafici siano correttamente compilati. Se il template Bio manca, inseriscilo tu stesso o, in alternativa, metti l'avviso {{tmp\|Bio}} che ne segnala la mancanza. Se i dati riportati sono sbagliati, correggi direttamente la voce biografica; le modifiche saranno visibili in questa lista entro pochi giorni. Per chiarimenti vedi il progetto antroponimi. La lista contiene solo le 62 persone che sono citate nell'enciclopedia e per le quali è stato implementato correttamente il template Bio. Pagina aggiornata al 22 lug 2025. |

Questa è una lista di persone presenti nell'enciclopedia che hanno il nome John e sono cantanti.

## A(2)
- Johnny Ace, cantante e musicista statunitense (Memphis, n. 1929 - Houston, † 1954)
- John Arch, cantante statunitense (Colorado Springs, n. 1959)

## B(5)
- Long John Baldry, cantante e chitarrista britannico (East Haddon, n. 1941 - Vancouver, † 2005)
- Johnny Burnette, cantante statunitense (Memphis, n. 1934 - Clearlake, † 1964)
- John Bush, cantante statunitense (Los Angeles, n. 1963)
- Johnny Peebucks, cantante statunitense (n. 1967)
- Phil Phillips, cantante statunitense (Crowley, n. 1926 - Lake Charles, † 2020)

## C(7)
- John Cafiero, cantante, regista e produttore cinematografico statunitense
- John Allan Cameron, cantante canadese (Contea di Inverness, n. 1938 - Toronto, † 2006)
- John Campbell, cantante, chitarrista e compositore statunitense (Shreveport, n. 1952 - New York, † 1993)
- John Carter, cantante, paroliere e produttore discografico britannico (Birmingham, n. 1942)
- Joe Cocker, cantante e musicista britannico (Sheffield, n. 1944 - Crawford, † 2014)
- John Cooper, cantante e bassista statunitense (n. 1975)
- Memphis Slim, cantante, pianista e compositore statunitense (Memphis, n. 1915 - Parigi, † 1988)

## E(3)
- Johnny Edwards, cantante statunitense (Louisville)
- John Elwes, cantante inglese (Londra, n. 1946)
- Sleepy John Estes, cantante e musicista statunitense (Ripley, n. 1899 - † 1977)

## F(3)
- John Farnham, cantante australiano (Dagenham, n. 1949)
- John Flansburgh, cantante e musicista statunitense (Lincoln, n. 1960)
- John Foxx, cantante, musicista e fotografo britannico (Chorley, n. 1948)

## G(2)
- John Garcia, cantante statunitense (San Manuel, n. 1970)
- Adam Grahn, cantante e chitarrista svedese (Karlskrona, n. 1984)

## H(3)
- Johnny Hartman, cantante e pianista statunitense (Houma, n. 1923 - Santa Monica, † 1983)
- Jon Hendricks, cantante statunitense (Newark, n. 1921 - New York, † 2017)
- John Lee Hooker, cantante, chitarrista e compositore statunitense (Clarksdale, n. 1917 - Los Altos, † 2001)

## J(1)
- Jack Jones, cantante e attore statunitense (Los Angeles, n. 1938 - Rancho Mirage, † 2024)

## K(2)
- J.D. Kimball, cantante statunitense (n. 1958 - † 2003)
- John Kirkbride, cantante, chitarrista e compositore britannico (Ullapool, n. 1946)

## L(7)
- John Lawton, cantante britannico (Halifax, n. 1946 - † 2021)
- Dhani Lennevald, cantante svedese (Stoccolma, n. 1984)
- John Linnell, cantante, chitarrista e batterista statunitense (New York City, n. 1959)
- Jackie Lomax, cantante e chitarrista britannico (Wallasey, n. 1944 - Penisola di Wirral, † 2013)
- John Lundvik, cantante, compositore e ex velocista svedese (Londra, n. 1983)
- John Lydon, cantante britannico (Londra, n. 1956)
- Southside Johnny, cantante statunitense (Neptune, n. 1948)

## M(6)
- Andy MacFarlane, cantante, chitarrista e compositore scozzese (Edimburgo, n. 1970)
- Moon Martin, cantante e chitarrista statunitense (Altus, n. 1945 - Encino, † 2020)
- John Mayall, cantante, polistrumentista e compositore britannico (Macclesfield, n. 1933 - Los Angeles, † 2024)
- Midnight, cantante statunitense (n. 1962 - St. Petersburg, † 2009)
- John McInerney, cantante britannico (Liverpool, n. 1957)
- John Miles, cantante, chitarrista e tastierista inglese (Jarrow, n. 1949 - Newcastle upon Tyne, † 2021)

## O(5)
- Johnny O'Keefe, cantante australiano (Bondi Junction, n. 1935 - Sydney, † 1978)
- John Oates, cantante, chitarrista e produttore discografico statunitense (New York, n. 1948)
- Jon Oliva, cantante e tastierista statunitense (The Bronx, n. 1959)
- Johnny Orlando, cantante e youtuber canadese (Mississauga, n. 2003)
- Jani Lane, cantante statunitense (Akron, n. 1964 - Los Angeles, † 2011)

## P(1)
- John K, cantante statunitense (Orlando, n. 1990)

## R(4)
- Johnnie Ray, cantante e pianista statunitense (Hopewell, n. 1927 - Los Angeles, † 1990)
- Johnny Reid, cantante canadese (Lanark, n. 1974)
- J. R. Richards, cantante e attore statunitense (Santa Barbara, n. 1967)
- Johnny Ruffo, cantante, attore e personaggio televisivo australiano (Perth, n. 1988 - † 2023)

## S(4)
- Jon Schaffer, cantante e chitarrista statunitense (Franklin, n. 1968)
- John Sloman, cantante britannico (Cardiff, n. 1957)
- John Spence, cantante statunitense (Anaheim, n. 1969 - Anaheim, † 1987)
- Marty Stuart, cantante e musicista statunitense (Filadelfia, n. 1958)

## T(1)
- John Tardy, cantante statunitense (n. 1968)

## V(1)
- Johnny Van Zant, cantante statunitense (Jacksonville, n. 1960)

## W(4)
- John Waite, cantante inglese (Lancaster, n. 1952)
- Paul Weller, cantante, chitarrista e compositore britannico (Woking, n. 1958)
- John Wetton, cantante, bassista e chitarrista britannico (Derby, n. 1949 - † 2017)
- John Williamson, cantante, chitarrista e compositore australiano (Kerang, n. 1945)

## Y(1)
- John Paul Young, cantante australiano (Glasgow, n. 1950)